# فاناك (هرمزغان)
فاناك (بالإنجليزية: Vanak, Hormozgan)‏ هي منطقة سكنية تقع في إيران في Piveshk Rural District. يقدر عدد سكانها بـ 414 نسمة .